# Агрипина Шин
Агрипина Василевна Шин (на узбекски: Agrippina Vasilyevna Shin) е узбекистанска политичка, инженерка и учителка. От 29 декември 2017 г. е министър на предучилищното образование на Узбекистан.

## Биография
Родена е на 29 декември 1958 г. в Сърдаринска област, Узбекска ССР, СССР. През 1980 г. тя започва професионалното си развитие като инженер в изследователската лаборатория на Ташкентския електротехнически институт по съобщенията. От 1987 до 2017 г. работи в Ташкентския професионален колеж по информационни технологии (до 2004 г. се нарича средно професионално училище № 4 на град Ташкент). Там тя заема длъжностите майстор на производственото обучение, заместник-директор по учебно-промишлената работа и директор.
На изборите през 2015 г. Шин е избрана в Сената на Оли Мажлиса на Узбекистан. В горната камара на парламента тя става член на комисията по международни отношения, външноикономически отношения, чуждестранни инвестиции и туризъм.
На 19 октомври 2017 г. е назначена на поста ръководител на Министерството на предучилищното образование, създадено няколко седмици по-рано. Въпреки това тя остава депутат в Сената.